# Paul Dirac
Paul Adrien Maurice Dirac (8 tháng 8 năm 1902 - 20 tháng 10 năm 1984) là một nhà vật lý lý thuyết người Anh. Ông từng giữ chức Giáo sư Lucas về Toán học tại Đại học Cambridge. Trong 10 năm cuối đời ông làm việc tại Đại học Florida. Một trong những khám phá quan trọng của ông là phương trình Dirac. Phương trình này miêu tả dáng điệu của các fermion, từ đó dẫn đến tiên đoán về sự tồn tại của phản vật chất. Ông cùng Erwin Schrödinger đã được nhận giải Nobel vật lý năm 1933.

## Thời niên thiếu
Paul Dirac lớn lên trong một gia đình không được hòa thuận. Cha mẹ của ông bất đồng ý kiến ngay trên bàn ăn, và cậu bé Dirac đã từng tin rằng "nam giới và phụ nữ nói bằng hai thứ tiếng riêng biệt."
Cha của Dirac thúc ép ông học rất nhiều và thường xuyên xem bài học của Dirac để sửa chữa từng lỗi chính tả và ngữ pháp.

## Tính cách
Paul Dirac được biết đến như một nhà khoa học rất lập dị. Ông rất ít nói và chỉ cất lời khi thấy thực sự cần thiết. Về sau này, khi Dirac đã cao tuổi, một số người liên lạc với ông qua điện thoại để hỏi về những kết quả nghiên cứu thành công mà ông đã thực hiện, họ chỉ nhận được câu trả lời ngắn gọn "Xin lỗi, tôi nghĩ rằng mỗi người phải tự làm việc nghiên cứu của chính mình." trước khi Dirac cúp máy.
Khi còn trẻ Dirac có sở thích trèo cây và nhiều khi ông làm điều kì dị này ngay khi mặc trang phục Tây Âu. Khi là giáo sư trường đại học, đôi khi Dirac xuất hiện trong mắt người xung quanh như một ông già mang rìu để chặt các bụi cây hoang trong khuôn viên trường.